# Metagarista
Metagarista is een geslacht van vlinders van de familie Uilen (Noctuidae), uit de onderfamilie Agaristinae.

## Soorten
- M. aziyade Vuillot, 1892
- M. maenas (Herrich-Schäffer, 1853)
- M. subcrocea Wiltshire, 1983
- M. triphaenoides Walker, 1854